# Lucario
Lucario (ルカリオ Rukario?) es un personaje de ficción de la franquicia de Pokémon de Nintendo y Game Freak. Este Pokémon controla el Aura. Es usado por las líderes de gimnasio Brega y Corelia (líderes de Sinnoh y Kalos respectivamente), además de la campeona de Sinnoh, Cintia, y Quinoa, un misterioso entrenador que puede ser encontrado en Isla Hierro, además de ser uno de los Pokémon principales del protagonista del anime, Ash Ketchum, durante la saga Viajes.

## Apariciones

### Pokémon
Lucario aparece por primera vez en la película Pokémon: Lucario y el misterio de Mew. Su primera aparición en un videojuego fue en los juegos de cuarta generación, Pokémon Diamante, Perla y Platino. En estas versiones, la única forma de obtener a Riolu (su preevolución) es eclosionando el huevo entregado por Quinoa tras ayudarlo. Riolu evoluciona al subir un nivel de día teniendo un gran nivel de amistad (superior a 220).
Para ayudar a Quinoa hay que dirigirse a la cueva de Isla Hierro, a la cual se llega cogiendo un ferry desde Ciudad Canal, y ayudarle a llegar hasta el final de la cueva, para luchar contra dos reclutas del Equipo Galaxia. Al vencerlos te dará un huevo de Riolu. Aunque hay más entrenadores puedes volver cuando quieras pero tendrás que luchar solo. Es aconsejable llevar 5 Pokémon para poder recibir el huevo de Riolu al final de la cueva, o tendrás que volver más tarde por el mismo camino.
En los juegos posteriores, Lucario puede ser transferido gracias a la funcionalidad de intercambio o el Banco de Pokémon. En algunos juegos, además, Riolu puede ser encontrado en estado salvaje.

### Super Smash Bros.
Lucario aparece en Super Smash Bros. Brawl como un personaje secreto que se puede conseguir fácilmente al hacer que se una a tu equipo en el Emisario Subespacial, derrotando a Meta Knight con Lucario (o viceversa). Los ataques de Lucario están basados en su Aura, haciendo a Lucario capaz de atacar a larga distancia. Sus ataques se hacen más fuertes en cuanto más daño tenga, lo que lo hace un personaje de alto riesgo, pero de gran recompensa para los luchadores resistentes. Su Smash Final es Tormenta Aural en Super Smash Bros. Brawl, y su megaevolución (Mega-Lucario) en Super Smash Bros. para Nintendo 3DS y Wii U.en Super Smash Bros. Ultimate su Smash Final vuelve y es una forma mejorada siendo mitad Tormenta Aural mitad mega-Lucario.
Las diferencias entre el poder de ataque son muy fáciles de identificar, por ejemplo:
- Su ataque secundario, la Esfera Aural, es más grande y potente cuanto mayor sea su daño porcentual.

- El daño que tenga no afecta en la apariencia del Smash Final, pero sí daña más, es decir, suma más daño porcentual.

- Su contraataque (Doble Equipo) también se ve reforzado cuanto más daño tenga.

- En general, Lucario es un personaje muy poderoso, pero controlarlo es una tarea que requiere mucha experiencia y paciencia.

Cuando Lucario toma la "Smash ball" que es un ítem, Lucario usa Aura Storm (Tormenta Aural), un ataque que puede derrotar a los contrincantes si están lo suficientemente dañados, aunque si sabes como, se puede evadir.
El ataque de Aura Storm no lo usa en la serie.

## Película

### Lucario y el misterio de Mew
En la película Lucario y el misterio de Mew, Lucario es el Pokémon de Sir Aaron, Guardián Del Aura, defensor de la princesa, hubo una guerra entre dos reinos, y el castillo Cameron quedaba en medio del campo de batalla, si los dos ejércitos llegaban a pelear, el reino completo sería destruido.
Sir Aaron, sabiendo el gran peligro que se avecina, va hacia el Árbol Del Comienzo, en esperanzas de que la guerra se pudiera detener.
Lucario trata de seguir a Sir Aaron, pero él considera que el viaje es muy peligroso así que hace creer a Lucario que había abandonado a la reina, y que Lucario ya no lo llamara su amo.
Como Lucario quería seguir a su Amo intentando detenerlo, Aaron encierra a Lucario en su cetro, para protegerlo, y Aaron va hacia el Árbol del comienzo. Muchos años después, Lucario sería liberado de nuevo, y la verdadera historia de Sir Aaron será revelada...

## Nombres de Lucario y de Riolu
El nombre Lucario es una variación de ルカリオ (Rukario), que se compone de una transcripción alternativa en Katakanas de la palabra Oráculo (オラクル, orakuru). A su vez, el nombre occidental viene a ser una mezcla y evolución entre Orakuru y Oracle: Oraculi, que tiene las mismas letras que Lucario.
A Oráculo, le quitamos la última y queda entonces Oracul. Se expresa posteriormente del revés; Lucaro. Y se le añade la i: por lo que queda Lucario.
El nombre de Riolu parece venir del de Lucario, ya que, a Lucario, lo expresamos en sílabas del revés (Riocalu) y a Riocalu se le suprime [ca]; queda Riolu. En el nombre japonés pasa lo mismo, a Rukario se expresa en sílabas del revés (Riokaru), y a Riokaru se le suprime [ka]; queda Rioru (リオル).

## Movimientos
Los Movimientos que Lucario puede -o no-aprender dependen del videojuego (de la saga principal de Pokémon) que se esté jugando. Los siguientes Movimientos provienen de aquellos que pertenecen a la 4° Generación (como Pokémon Diamante):
- Pulso Umbrío (Dark Pulse) (Siniestro) (Nv. 1)
- Ataque Rápido (Quick Attack) (Normal) (Nv. 1)
- Profecía (Foresight) (Normal) (Nv. 1)
- Detección (Detect) (Lucha) (Nv. 1)
- Garra Metal (Metal Claw) (Acero) (Nv. 1)
- Contador (Counter) (Lucha) (Nv. 6)
- Palmeo (Force Palm) (Lucha) (Nv. 11)
- Amago (Feint) (Normal) (Nv. 15)
- Ataque Óseo (Bone Rush) (Tierra) (Nv. 19)
- Eco Metálico (Metal Sound) (Acero) (Nv. 24)
- Yo Primero (Me First) (Normal) (Nv. 29)
- Danza Espada (Swords Dance) (Normal) (Nv. 33)
- Esfera Aural (Aura Sphere) (Lucha) (Nv. 37)
- A Bocajarro (Close Combat) (Lucha) (Nv. 42)
- Pulso Dragón (Dragon Pulse) (Dragón) (Nv. 47)
- Velocidad Extrema (Extremespeed) (Normal) (Nv. 51)